# Koppa (chirilic)
Koppa (majuscula: Ҁ, minuscula: ҁ) este o literă arhaică a alfabetului chirilic ce a fost folosită și în numerația chirilică, unde avea valoarea de 90. Fomele sale și numele său derivă de la litera grecească koppa.